# Nzinga Mbande
Nzinga Mbande (ca. 1583 – 17 december 1663) was koningin (Ngola) van de Afrikaanse staten Ndongo en Matamba in het hedendaagse Angola. Varianten op haar naam zijn onder meer Nzingha, Njinga, Zinga en Jinga. Daarnaast staat ze ook bekend onder haar Portugese doopnaam, Dona Ana de Souza.

## Biografie

### Koningin van Ndongo
Nzinga werd geboren rond 1583. Haar vader Kia Samba was koning (ngola) van Ndongo, een Mbundukoninkrijk in het hedendaagse Angola en een belangrijk knooppunt van de Portugese slavenhandel. In 1620 werd haar broer Mbandi koning van de Ndongo. Nzinga moest vluchten toen Mbandi haar enige kind liet vermoorden.

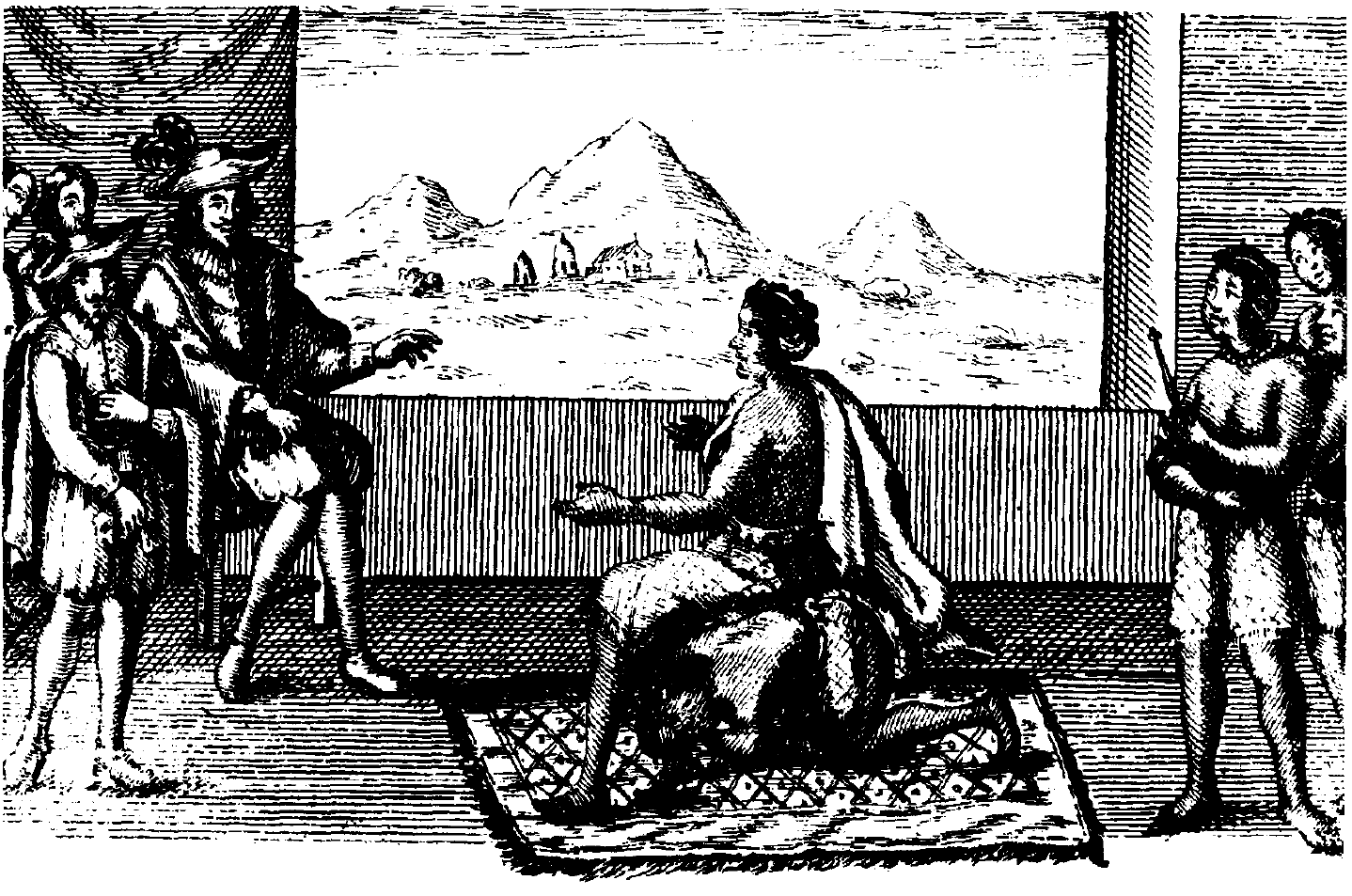
Nzinga zittend op een slavin in onderhandeling met de Portugezen, 1657

In 1622 nam de Portugese gouverneur haar broer in hechtenis en keerde Nzinga terug naar Luanda als onderhandelaar. Bij de onderhandelingen met gouverneur João Correa de Souza was er slechts één zetel aanwezig, die werd bezet door de gouverneur. Nzinga weigerde op een lagere positie te zitten dan haar tegenstander, waarop ze plaatsnam op de rug van een van haar slavinnen. In sommige versies van dit verhaal zou ze deze slavin achteraf laten vermoorden, omdat de ambassadeur van een grote koning nooit tweemaal op dezelfde zetel plaats zou nemen.
Bij de uitkomst van de onderhandelingen erkende Portugal de onafhankelijkheid van Ndongo, in ruil voor de terugkeer van Portugese gevangenen, collaboratie met de slavenhandel en militaire steun tegen de kannibalistische Jaga. Als onderdeel van de onderhandelingen liet ze zichzelf en haar zussen dopen en nam ze de doopnaam Dona Ana de Souza aan, al was dit meer een politiek dan een religieus gemotiveerde beslissing.

### Koningin van Matamba
In 1624 overleed haar broer - mogelijk op bevel van Nzinga vermoord of door zelfdoding - en greep Nzinga de macht, waarbij ze afstand deed van het christendom. Als vergelding werd ze door de Portugezen verjaagd en benoemden ze een vazal tot koning. Nzinga sloot een bondgenootschap met de Imbangala, ving ontsnapte slaven op en veroverde het noordoostelijke Matamba. Hier stichtte ze een nieuw koninkrijk dat zich verzette tegen Portugese invloeden. Dankzij haar succesvolle guerrillatechnieken wist haar leger, dat ze met haar zussen aanvoerde en voor een groot deel uit vrouwen bestond, zich te verdedigen tegen de Portugezen.
Nzinga was altijd gekleed als een man en beschikte over een persoonlijke harem met mannelijke concubines, die op hun beurt als vrouwen gekleed waren. Ongehoorzaamheid van concubines werd met de dood bestraft.
In 1641 sloot Nzinga een bondgenootschap met de Nederlanders en veroverden ze Luanda op de Portugezen. Voor enkele jaren dienden zestig Nederlandse huursoldaten onder kapitein Füller als Nzinga's privéleger. In 1648 heroverden de Portugezen Luanda en werd Nzinga teruggedrongen naar Matamba. In 1656 sloot ze vrede met de Portugezen om haar gevangengenomen zus vrij te krijgen. Nzinga maakte 130 slaven over en beloofde de Portugese slavenhandel niet meer dwars te zitten. Ook maakte ze een einde aan rituele slachtingen en liet ze christelijke missionarissen toe in Matamba. In ruil beloofden de Portugezen haar militaire steun. In 1657 keerde ze terug naar het christelijke geloof, op voorwaarde dat haar soevereiniteit werd gerespecteerd.
Nzinga overleed in 1663 op hoge leeftijd. Ze werd begraven met een pijl-en-boog in haar hand.